# Zofia Jasnota
Zofia Jasnota, verheiratet Zofia Konaszkiewicz (* 29. Juli 1944 in Ołtarzew bei Warschau), ist eine polnische Komponistin, Psychologin und Musikpädagogin.
Sie war bis zu ihrer Emeritierung Inhaberin des Lehrstuhls für Musikerziehung an der Fryderyk-Chopin-Universität für Musik, Warschau.
In Deutschland bekannt wurde vor allem das von ihr komponierte Friedenslied Unfriede herrscht auf der Erde, das sich im Bereich des neuen geistlichen Lieds großer Beliebtheit erfreut. Der deutsche Text stammt vermutlich aus der früheren DDR.

## Werke
- Unfriede herrscht auf der Erde (Ciągły niepokój na świecie, 1969)